# معركة كوبروكوي
معركة كوبروكوي إحدى معارك الحملة القوقازية خلال الحرب العالمية الأولى بين الجيش الروسي القوقازي بقيادة نيكولاي يودنيتش والجيش الثالث العثماني في 28 ديسمبر 1915 - 7 يناير 1916. اسفرت المعركة عن انتصار الجيش الروسي واجبار العثمانيين على التراجع إلى أرضروم.